# Tadeusz Rutkowski
Tadeusz Rutkowski, född 25 april 1951 i Kraków, är en polsk före detta tyngdlyftare.
Rutkowski blev olympisk bronsmedaljör i +110-kilosklassen i tyngdlyftning vid sommarspelen 1980 i Moskva.